# 新亭站
新亭站（：／ Sinjeong yeok */?）副站名銀杏亭（은행정），是首都圈電鐵5號線沿線的一座地下車站，位於韓國首爾特別市陽川區新亭洞。

## 車站構造
站體為2面2線側式月台的地下車站，候車月台設有月台幕門，並有5處出口。

### 月台配置
| 喜鵲山 ↑ |
| \| 上    |
| ↓ 木洞   |

| 月台 | 路線             | 目的地                                       |
| ---- | ---------------- | -------------------------------------------- |
| 上行 | ●首都圈電鐵5號線 | 喜鵲山、金浦機場、傍花方向                   |
| 下行 | ●首都圈電鐵5號線 | 汝矣島、光化門、上一洞、河南黔丹山、馬川方向 |

## 歷史
- 1996年8月12日：落成啟用。
- 2000年3月16日：加註副站名銀杏亭（은행정）。

## 車站周邊
- 安山公園
- 陽江中學
- 新西高校
- 首爾影像高校
- 首爾陽木初等學校
- 新亭1洞郵局
- 新亭4洞、5洞派出所
- 新亭綜合社會福祉館
- 新亭西部市場
- 首爾南部地方法院（朝鲜语：서울남부지방법원）
- 首爾南部地方檢察廳（朝鲜语：서울남부지방검찰청）

## 圖片

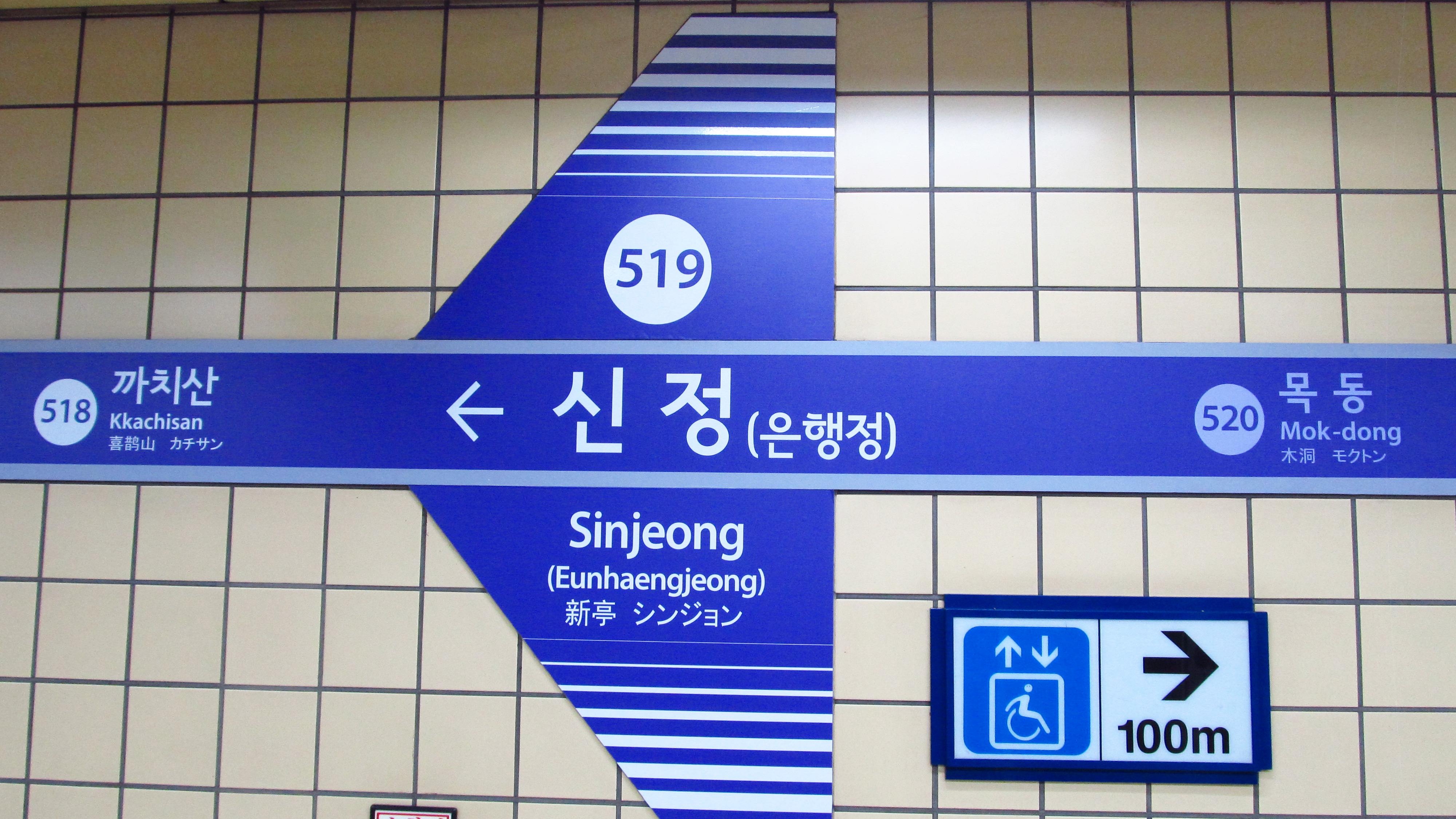
站名牌
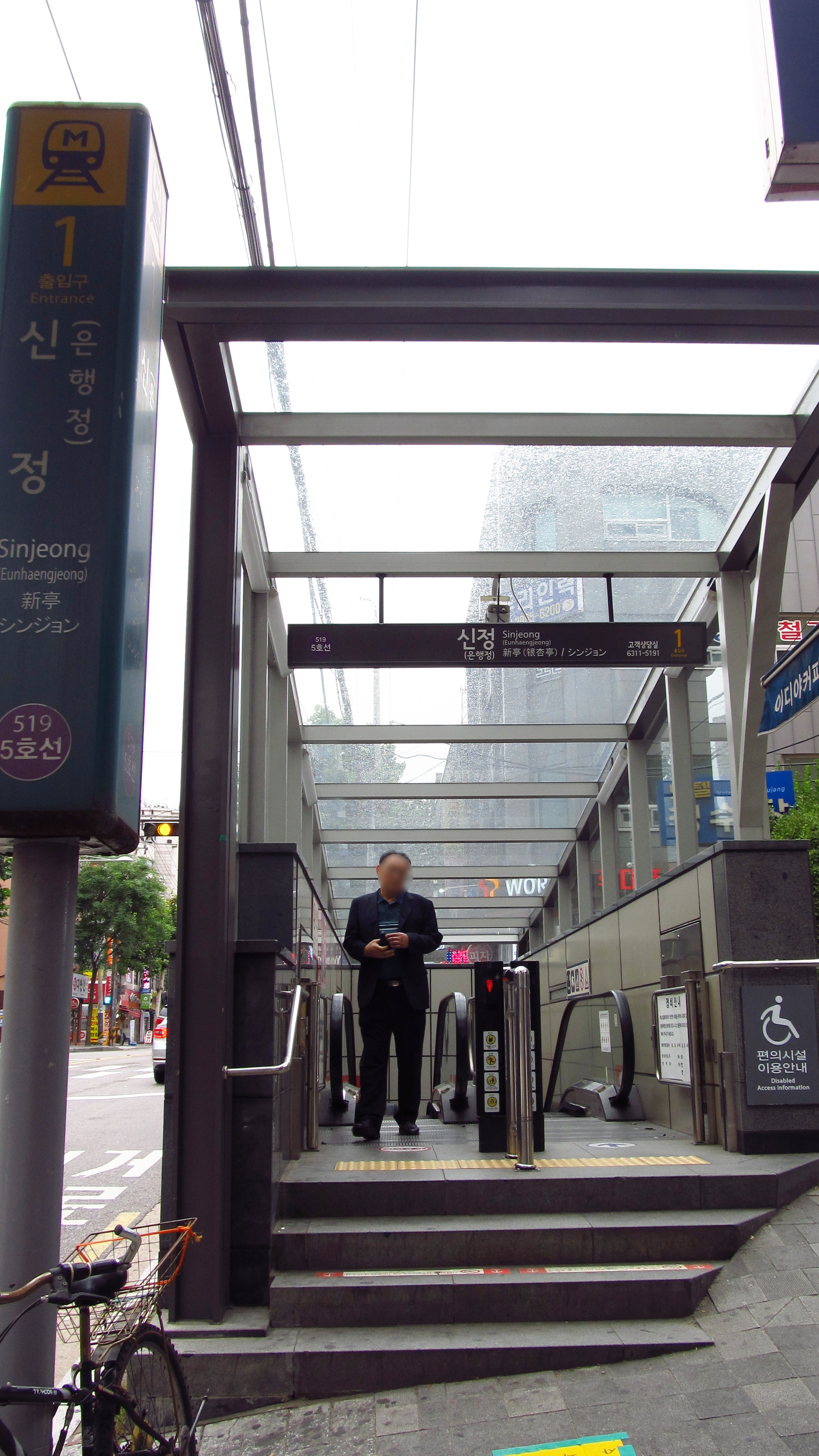
1號出口

## 相鄰車站
首爾交通公社
●首都圈電鐵5號線
喜鵲山（518）－新亭（519）－木洞（520）